# La Concepción, Quimixtlán
La Concepción är en ort i Mexiko.   Den ligger i kommunen Quimixtlán och delstaten Puebla, i den sydöstra delen av landet, 220 km öster om huvudstaden Mexico City. La Concepción ligger 2 108 meter över havet och antalet invånare är 262.
Terrängen runt La Concepción är bergig åt sydväst, men åt nordost är den kuperad. La Concepción ligger uppe på en höjd. Runt La Concepción är det tätbefolkat, med 266 invånare per kvadratkilometer. Närmaste större samhälle är Huatusco de Chicuellar, 19,0 km sydost om La Concepción. I omgivningarna runt La Concepción växer i huvudsak blandskog.